# Anthidium rozeni
Anthidium rozeni är en biart som beskrevs av Urban 2001. Anthidium rozeni ingår i släktet ullbin, och familjen buksamlarbin. Inga underarter finns listade i Catalogue of Life.